# Милован Станковић (књижевник)
Милован Станковић (Београд, 1969) српски је књижевник.

## Биографија
Милован Станковић дипломирао је на Електротехничком факултету Универзитета у Београду.
Ради као инжењер за изградњу инфраструктуре у Телекому Србија и живи у Београду.

## Дела
- Плочници љубави, поезија, Књижевне новине, Београд, 1996.
- Ноћ у нама, поезија, Народна књига-Алфа, Београд, 1999.
- Све о породици Фулер, роман, Народна књига-Алфа, Београд, 2001.
- Приче из Еустахијеве трубе, кратка проза, Стилос, Нови Сад, 2006.
- О чему сања цвеће : (69 песама), Прометеј, Нови Сад, 2008.
- Ако у следећем животу будеш лептир, роман, Књижевна општина Вршац, 2013.
- Птоломејева певања, поезија, Књижевна општина Вршац, 2018.

## Награде
- Награда Исидора Секулић: 2001, за роман „Све о породици Фулер“
- Награда Милутин Ускоковић: 2004